# Pitsburg (Ohio)
Pitsburg es una villa ubicada en el condado de Darke en el estado estadounidense de Ohio. En el Censo de 2010 tenía una población de 388 habitantes y una densidad poblacional de 792,63 personas por km².

## Geografía
Pitsburg se encuentra ubicada en las coordenadas 39°59′14″N 84°29′15″O / 39.98722, -84.48750. Según la Oficina del Censo de los Estados Unidos, Pitsburg tiene una superficie total de 0.49 km², de la cual 0.49 km² corresponden a tierra firme y (0%) 0 km² es agua.

## Demografía
Según el censo de 2010, había 388 personas residiendo en Pitsburg. La densidad de población era de 792,63 hab./km². De los 388 habitantes, Pitsburg estaba compuesto por el 98.71% blancos, el 0% eran afroamericanos, el 0.26% eran amerindios, el 1.03% eran asiáticos, el 0% eran isleños del Pacífico, el 0% eran de otras razas y el 0% pertenecían a dos o más razas. Del total de la población el 0% eran hispanos o latinos de cualquier raza.